# Das Geheimnis des Wachsfigurenkabinetts
Das Geheimnis des Wachsfigurenkabinetts (Originaltitel: Mystery of the Wax Museum) ist ein US-amerikanischer Horrorfilm von Michael Curtiz aus dem Jahr 1933 mit Lionel Atwill, Fay Wray, Glenda Farrell und Frank McHugh in den Hauptrollen.

## Inhalt
Ivan Igor ist ein begnadeter Bildhauer und Schöpfer von Wachsfiguren und Teilhaber eines Wachsmuseums im London von 1921. Da die idyllischen und historischen Motive nicht den Geschmack des Publikums treffen, das mehr nach Nervenkitzel giert, laufen die Geschäfte denkbar schlecht. Darum plant sein Geschäftspartner Joe Worth, das Museum in Brand zu stecken, um die Versicherungssumme zu kassieren. Igor will dies verhindern, und es kommt zum Kampf. Er wird jedoch bewusstlos geschlagen, und Worth überlässt ihn dem sicheren Feuertod.
Zwölf Jahre später (Igor hat den Brand mit schweren Verletzungen überlebt) macht er sich mit verbrannten Händen und auf einen Rollstuhl angewiesen daran, in New York ein neues Wachsmuseum aufzubauen. Da er aber mit seinen verstümmelten Händen nicht mehr in der Lage ist, selbst zu modellieren, heuert er "Schüler" an, die nach seinen Anweisungen die Wachsfiguren herstellen.
Währenddessen wird die resolute Reporterin Florence Dempsey beauftragt, den angeblichen Selbstmord eines populären Models zu untersuchen, dessen Leiche – wie bereits die Körper mehrerer anderer kürzlich verstorbener Prominenter – von einem Unbekannten mit einem grotesk verunstaltetem Gesicht aus dem Leichenschauhaus gestohlen wurde. Ihre Recherchen führen sie in das neue Wachsfigurenkabinett, wo einige der Exponate eine erschreckende Ähnlichkeit mit den verschwundenen Toten aufweisen.
Ivan Igor hat durch den Verlust seiner geliebten Wachsfiguren den Verstand verloren, er tötet Menschen, die ihn an seine früheren Werke erinnern und benutzt deren Körper als Gerüst für seine neuen Wachsfiguren und er hat bereits sein Auge auf Florences Freundin Charlotte Duncan geworfen, die zu Marie-Antoinette, der Krönung seiner einstmals verlorenen Sammlung werden soll.
Igor hat Charlotte in seinen Arbeitskeller gelockt, wo er die Körper verarbeitet, und will auch sie als Wachsfigur "unsterblich" machen, als im letzten Augenblick die Polizei dazwischenkommt.
In der folgenden Auseinandersetzung stürzt er in einen großen Bottich mit brodelndem Wachs, und Charlotte ist gerettet.

## Hintergrund
- „Das Geheimnis des Wachsfigurenkabinetts“ war einer der letzten Filme, der im Zwei-Farben-Technicolor, einem frühen Farbfilm-Verfahren gedreht wurden.
- Die Story basiert auf dem Stück The Wax Works von Charles Belden, der auch am Drehbuch zum Film mitgearbeitet hat.
- Fay Wray war sozusagen in einer Doppelrolle gecastet, am Anfang des Films ist sie als Marie-Antoinette-Wachsfigur zu sehen – das oben bereits erwähnte Farbfilm-Verfahren machte eine größere Anzahl von Scheinwerfern notwendig und das hätte zur Folge gehabt, dass die ursprünglich vorgesehenen Figuren geschmolzen wären.
- Im Zeitraum 1946 bis 1969 war der Film plötzlich verschwunden und galt bereits als verschollen, bis 1969 überraschend eine relativ gut erhaltene Kopie im Privatarchiv von Jack L. Warner gefunden wurde. Der Film wurde restauriert, erlitt allerdings durch die unsachgemäße Vorgehensweise einige Beschädigungen, wodurch die eindrucksvollen Pastellfarben nahezu gänzlich verblasst sind.
- Eine deutsch synchronisierte Fassung war erstmals zu Weihnachten 1986 im deutschen Fernsehen zu sehen.
- Es wurden bisher drei Neuverfilmungen der Geschichte gedreht, Das Kabinett des Professor Bondi von 1953 mit Vincent Price, Wax Mask von 1997 mit Robert Hossein und House of Wax von 2005, das nur noch thematisch (Tote werden mit Wachs überzogen) auf dem Urstoff basiert.

## Kritiken
- „Lange verloren geglaubtes Juwel des Horrorfilms (...).“ (Wertung: 2½ Sterne = überdurchschnittlich) – Adolf Heinzlmeier und Berndt Schulz in Lexikon „Filme im Fernsehen“ (Erweiterte Neuausgabe). Rasch und Röhring, Hamburg 1990, ISBN 3-89136-392-3, S. 286

- „Unterhaltsamer Horrorfilm mit Krimi-Anleihen, der wegen des perfekt angewandten zweifarbigen Technicolor-Verfahrens berühmt wurde und zu den Klassikern des Genres zählt; Der lange Zeit im Archiv verstaubte Film vermeidet allzu grobe Scheußlichkeiten, und auch heute noch weiß Michael Curtiz mit seinem frechen Schluß-Gag zu amüsieren.“ – „Lexikon des internationalen Films“ (CD-ROM-Ausgabe), Systhema, München 1997

## DVD-Veröffentlichung
- Warner Home Video veröffentlichte 2005 das Remake Das Kabinett des Professor Bondi – House of Wax auf DVD. Als Bonusmaterial wurde der Originalfilm Das Geheimnis des Wachsfigurenkabinetts (1933) beigefügt – allerdings nur in englischer Tonspur, wahlweise mit deutschen Untertiteln.